# آب‌سنگ حلقوی میجیت
آب‌سنگ حلقوی میجیت (به لاتین: Mejit Island) یک جزیره مرجانی در جزایر مارشال است که در زنجیره راتاک واقع شده‌است. آب‌سنگ حلقوی میجیت ۱٫۸۶ کیلومتر مربع مساحت و ۳۰۰ نفر جمعیت دارد و ۳ متر بالاتر از سطح دریا واقع شده‌است.